# الصيدلاني
علي بن خلف، ذكره صاعد في أبرع العلماء الرياضيين في الهندسة بالأندلس.